# Anomochilus weberi
Anomochilus weberi är en ormart som beskrevs av Lidth de Jeude 1890. Anomochilus weberi ingår i släktet Anomochilus och familjen korallcylinderormar. IUCN kategoriserar arten globalt som otillräckligt studerad. Inga underarter finns listade i Catalogue of Life.
Arten förekommer på Borneo och Sumatra. Den vistas i regioner som ligger 300 till 1000 meter över havet.